# Three Rivers, Texas
Three Rivers är en ort i Live Oak County i delstaten Texas, USA.